# Henri Rochereau (1883-1958)
Pour les articles homonymes, voir Henri Rochereau et Rochereau.
Henri Rochereau, né le 29 avril 1883 à Chantonnay (Vendée), mort le 18 juin 1958 à Chantonnay, exploitant agricole, puis expert agricole et foncier, est un homme politique français, député de la Vendée à la 1re Assemblée constituante en 1945-1946.

## Biographie
Il est élu conseiller d'arrondissement en 1925, puis conseiller général du canton de Chantonnay en 1928, se présentant comme conservateur, il devient maire de Chantonnay en 1933. Membre du Conseil départemental sous l'Occupation, il conserve ses fonctions de maire. À la Libération, le Comité départemental de libération le suspend de ses fonctions de maire et de conseiller général mais aucun fait de collaboration ne sera cependant retenu contre lui. Il aurait même aidé des prisonniers évadés et des requis du STO.
En 1945, Henri Rochereau est réélu maire en avril et conseiller général en septembre sous l'étiquette « Indépendant-PRL », battant M. de la Débuterie, radical indépendant. 
À l'occasion des élections à l'Assemblée nationale constituante d'octobre 1945, il figure en 2e position sur la « liste républicaine d'action agricole, maritime et sociale » emmenée par Armand de Baudry d'Asson, et sur laquelle sont également candidats Hélène de Suzannet et Charles Rousseau. Cette liste remporte 96 015 suffrages et quatre sièges. 
À l'Assemblée, Henri Rochereau est membre de la Commission de l'intérieur, de l'Algérie et de l'administration générale, départementale et communale, et il est nommé juré à la Haute Cour de justice. 
En 1946, il ne se représente pas aux élections de juin pour la seconde Constituante, ni à celles de novembre pour l'Assemblée nationale.
Conseiller général jusqu'en 1951, maire de Chantonnay jusqu'en 1953, Henri Rochereau se retire de la vie politique, favorisant l'entrée dans celle-ci de son gendre Michel Crucis, qui lui succède à la mairie.

## Carrière politique
- Membre du Parti républicain de la liberté
- Conseiller d'arrondissement du canton de Chantonnay (1925-1928)
- Maire de Chantonnay (1933-1944, 1945-1953))
- Conseiller départemental (1943-1944)
- Conseiller général du canton de Chantonnay (1928-1940, 1945-1951)
- Député de la Vendée (1945-46)

## Sources
- Dictionnaire de la politique française, sous la dir. d'Henry Coston, Tome II, 1972.
- Maires et communes de Vendée au XXe siècle, par Isabelle Soulard, Association des Maires de Vendée, 2002.